# Tirso González de Santalla
Tirso González de Santalla (Arganza, 18 de enero de 1624-Roma, 27 de octubre de 1705) teólogo y jesuita español que desempeñó el cargo de XIII Prepósito General de la Compañía de Jesús desde el 6 de julio de 1687 hasta su fallecimiento.

## Estudios y formación
Cursó Humanidades en Villafranca del Bierzo (León) y Filosofía en Oviedo, antes de ingresar en la Compañía de Jesús en 1643. Estudió Filosofía en Valladolid y Teología en la Universidad de Salamanca, donde ejerció como profesor. Especialmente dotado como predicador, dedicó gran parte de sus primeros años de jesuita a la predicación en misiones populares.

## Predicador
Están documentadas las misiones que Tirso González celebró en Sevilla los años 1669, 1672 y 1679, con otros jesuitas, donde con las iglesias rebosantes de fieles, creaba un deseado ambiente de fervor tendente a la conversión y renovación personal.

## Pensamiento teológico
Como doctrinalmente opuesto a la escuela teológica del probabilismo, Tirso González había pedido a sus superiores que algún jesuita escribiera sobre el tema. Desarrolló un nuevo sistema de comportamiento moral llamado probabiliorismo, más cercano al tuciorismo, partidario de mayor rigor en la conducta moral. Su obra escrita en 1674, no fue aprobada por los censores de la Compañía de Jesús, sin embargo tuvo el refrendo del papa reinante Beato Inocencio XI. La obra fue corregida y finalmente se publicó en 1694 con el título Fundamentum Theologiae moralis id est, tractatus theologicus de recto usu opinionum probabilium.

## Generalato
Elegido Padre General, durante el papado del Beato Inocencio XI, el 6 de julio de 1687 se distinguió por apoyar la lucha del pontífice contra el probabilismo, favoreciendo el rigor y firmeza moral del tuciorismo, opuesto por tanto al laxismo moral que triunfaba en la época y en la Compañía de Jesús.
Ejerció el cargo durante 18 años, en los que se esforzó en expandir la labor de los jesuitas en misiones populares y en difundir la devoción hacia los santos de la Compañía de Jesús.

## Obras
- Tractatus theologicus, De certitudinis gradu, quem infra fidem, nunc habet sententia pia de Immaculata B. Virginis Conceptione. Madrid, Juan Garcia Infançon, 1688. – En defensa de la Concepción Inmaculada de la Virgen María y postulando la confirmación de esta aseveración mediante un dogma
- Tractatus de recto usu opinionum probabilium. Dillingen, 1691. - Sobre la controversia teológica del probabilismo
- Selectarum disputationum ex universa theologia scholastica, Salamanca. 1680-1686 – Sobre la conciliación de la omnipotencia divina y la libertad humana.
- De infallibitate Romani pontificis in definiendis fidei et morum controversies, Roma, 1689 – Sobre la infalibilidad del Papa
- Fundamentum Theologiae moralis id est, tractatus theologicus de recto usu opinionum probabilium. 1694 – Sobre la escuela teológica del probabilismo matizada con su doctrina llamada probabiliorismo. San Alfonso María de Ligorio calificó esta obra como una exgeración de las tendencias rigoristas.

## Citas
1. ↑   Es el cuarto Prepósito o Padre General de origen español, siguiendo a San Ignacio de Loyola, Diego Laínez y San Francisco de Borja. Ved la relación completa de Prepósitos en General de la Compañía de Jesús
2. ↑   Biografía en inglés en Catholic Encyclopedia /New Advent
3. ↑  Su retrato y biografía en latín e italiano en la Biblioteca del Instituto León XXII, Via León XIII, número 12; Milán.
4. ↑  Carlos José Romero Mensaque en Perfil del Aire. Revista del I.E.S. Luis Cernuda, 1997, reproducido en Las Misiones Cuaresmales del Padre Tirso González y la Religiosidad Sevillana del Barroco  Archivado el 24 de julio de 2008 en Wayback Machine. y en Cotidianidad, dinamismo y espontaneidad en la religiosidad popular: el fenómeno de los rosarios públicos en la Sevilla del Barroco
5. ↑  Gran Enciclopedia Rialp en
6. ↑   Para una valoración resumida del mandado del P. Tirso González ved New Advent (en inglés)